# Pleśnik
Pleśnik [ˈplɛɕnik] (tiếng Đức: Plößenhof)  là một ngôi làng ở quận hành chính của Gmina Bisztynek, trong hạt Bartoszycki, Warmińsko-Mazurskie, ở miền bắc Ba Lan. Nó nằm khoảng 12 kilômét (7 mi)  phía đông của Bisztynek, 25 km (16 mi) về phía đông nam của Bartoszyce và 51 km (32 mi) về phía đông bắc của thủ đô khu vực Olsztyn.
Làng có dân số 92.